# Melvina (Wisconsin)
Melvina es una villa ubicada en el condado de Monroe en el estado estadounidense de Wisconsin. En el Censo de 2010 tenía una población de 104 habitantes y una densidad poblacional de 82,96 personas por km².

## Geografía
Melvina se encuentra ubicada en las coordenadas 43°48′9″N 90°46′53″O / 43.80250, -90.78139. Según la Oficina del Censo de los Estados Unidos, Melvina tiene una superficie total de 1.25 km², de la cual 1.25 km² corresponden a tierra firme y (0%) 0 km² es agua.

## Demografía
Según el censo de 2010, había 104 personas residiendo en Melvina. La densidad de población era de 82,96 hab./km². De los 104 habitantes, Melvina estaba compuesto por el 96.15% blancos, el 1.92% eran afroamericanos, el 0% eran amerindios, el 0% eran asiáticos, el 0% eran isleños del Pacífico, el 0% eran de otras razas y el 1.92% pertenecían a dos o más razas. Del total de la población el 0% eran hispanos o latinos de cualquier raza.